# Mina (viktenhet)
Mina var den hos romarna brukliga formen för det grekiska (ursprungligen semitiska) ordet μνᾶ, mna, varmed betecknades en viktenhet och tillika ett myntvärde, motsvarande samma vikt i silver. Den i Aten av Solon införda myntvikten mina utgjorde vid pass 436,6 gram, i stället för 602,6 gram enligt det äldre, från Egina (ursprungligen från Orienten) härstammande viktsystemet, som i Aten även efter Solons tid bibehölls som handelsvikt och dessutom var gällande i en stor del av antikens Grekland. Även andra, mer eller mindre avvikande, viktvärden förekom.

## Bilder

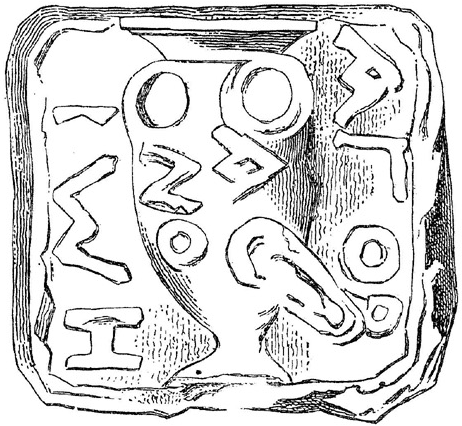
Mina från Aten.
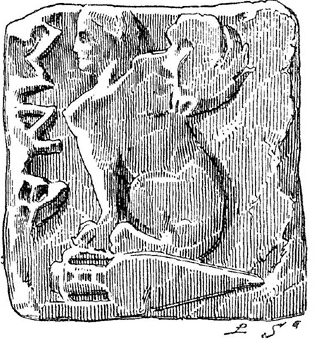
Mina från Chios.
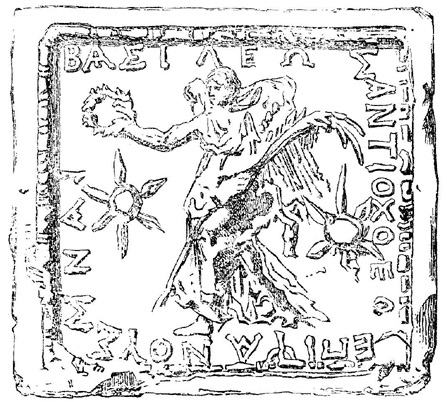
Mina präglad av Antiochos IV.
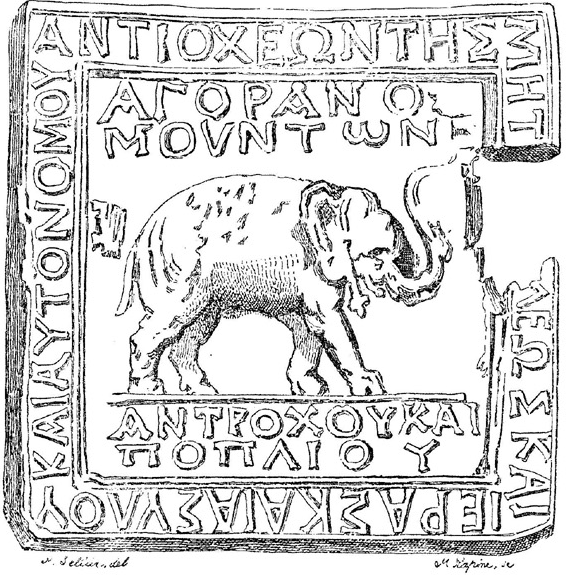
Mina från Antiochia vid Orontes.